# 캐럴 베이커
캐럴 베이커(Carroll Baker, 1931년 5월 28일 ~ )는 미국의 배우, 작가이다.

## 생애
무용수 및 마술사 조수로 일하다가 할리우드로 넘어왔다. 리 스트래스버그에게서 개인적 가르침을 받은 끝에 액터스 스튜디오에 들어갔다. 1953년 이지 투 러브로 영화계에 데뷔했다.
브로드웨이 연극 All Summer Long (1955)으로 주목 받아 매럴린 먼로를 제치고 일리어 커잰과 테너시 윌리엄스에게 아기 인형 (1956)의 미성년자 아내 역에 낙점되었다. 야외정사 장면 등 선정성으로 화제를 불러모았으며 아카데미, BAFTA, 골든 글로브 여우주연상 후보에 지명되었다. 바로 두 달 뒤엔 조지 스티븐스의 흥행작 자이언트에까지 나오며 스타덤에 올랐다.
아기 인형으로 인해 먼로의 후계자 이미지가 지나치게 굳어졌지만 거대한 서부 (1958), Something Wild (1961), 서부 개척사 (1962), 샤이엔의 가을 (1964), 위대한 욕망 (The Carpetbaggers, 1964), 최고의 이야기 (1965) 등 작품성이 있는 대작에 진정성 있는 역할로 연이어 출연하면서 배우로서의 입지를 다져나갔다.
그러나 Sylvia (1965)와 진 할로우 전기영화 할로우 (Harlow, 1965)의 연이은 대실패로 그간 자신을 밀어줬던 제작자 조지프 러빈과 사이가 깊게 틀어졌다. 법정 소송까지 간 끝에 파라마운트 픽처스에서 쫓겨났으며 할리우드에서 기피 대상이 되면서 경력이 무너졌다.
막대한 빚을 진 베이커는 두 아이들을 데리고 이탈리아로 건너갔고 Orgasmo (1969), 키스 미 킬 미 (Baba Yaga, 1973) 등 잘로에 나오다가 곧 섹스플로이테이션으로 넘어가게 되었다.
1977년 W. 서머싯 몸의 Rain으로 런던 무대에 데뷔했으며 이후 애틀랜타 등 북미 무대에 출연했다.
베티 데이비스와 나온 숲속의 눈동자 (1980) 이후 조연 전문으로 다시 각광 받기 시작해 스타 80 (1983), 네이티브 선 (1986), 엉겅퀴 꽃 (1987), 유치원에 간 사나이 (1990), 더 게임 (1997) 등 규모 있는 작품들에 출연했다.
2003년 이후 연기 활동을 중단하였지만 행사에 참여하는 등 외부 활동을 계속 이어나갔다.

## 참여 작품

### 영화
- 이지 투 러브 (1953)
- 아기 인형 (1956)
- 자이언트 (1956)
- 거대한 서부 (1958)
- Something Wild (1961)
- 서부 개척사 (1962)
- 샤이엔의 가을 (1964)
- 위대한 욕망 (The Carpetbaggers, 1964)
- 최고의 이야기 (1965)
- Sylvia (1965)
- 할로우 (Harlow, 1965)
- Orgasmo (1969)
- 키스 미 킬 미 (Baba Yaga, 1973)
- 숲속의 눈동자 (1980)
- 스타 80 (1983)
- 네이티브 선 (1986)
- 엉겅퀴 꽃 (1987)
- 유치원에 간 사나이 (1990)
- 더 게임 (1997)

### 드라마
- 제시카의 추리극장
- L.A. 로
- 시카고 메디컬
- 로즈웰

### 연극
- 무기와 인간 (1957)
- 애나 크리스티 (1966)